# Sa nhân trứng
Sa nhân trứng hay sa nhân dương xuân (danh pháp khoa học: Wurfbainia uliginosa) là một loài thực vật có hoa trong họ Gừng. Loài này được Johann Gerhard Koenig mô tả khoa học đầu tiên năm 1783 dưới danh pháp Amomum uliginosum. Năm 1792, Paul Dietrich Giseke thiết lập chi Wurfbainia và chuyển Amomum uliginosum sang chi này. Tuy nhiên, cho tới năm 2018 thì Wurfbainia chỉ được coi là một phần của Amomum. Năm 2018, Jana Leong-Škorničková & Axel Dalberg Poulsen lại xếp nó vào trong chi Wurfbainia mới phục hồi này.

## Phân bố
Plants of the World Online cho rằng loài này có tại Campuchia, Indonesia (Sumatra), Lào, Malaysia bán đảo, Myanmar, Thái Lan và Việt Nam. Cao độ sinh sống 30-1.550 m (100-5.085 ft).

## Mô tả
Địa thực vật cao 2–3 m, có chồi đài. Lá có phiến xoan thon, dài 30–35 cm; mép nguyên, cao 3–4 mm; bẹ có sọc. Phát hoa ở đất 2, có lông, cao 6–15 cm; lá hoa cao 18 mm; đài có 3 răng; vành có ống cao hơn đài, tai trắng hẹp; môi 11 x 9 mm; noãn sào đầy lông. Nang hình cầu, to 1,5 cm, có vảy cao, đơn và chẻ hai. Định Quán, Phú Quốc; III, 8.